# Alimmainen Martinluoma
Alimmainen Martinluoma och Yli-Martinluoma, eller Martinluomat är sjöar i Finland. De ligger i kommunen Kuusamo i landskapet Norra Österbotten, i den nordöstra delen av landet, 600 km norr om huvudstaden Helsingfors. Alimmainen Martinluoma ligger 269 meter över havet. Arean är 43,2 hektar och strandlinjen är 9,19 kilometer lång.